# Nicolas Vichiatto da Silva
Nicolas Vichiatto da Silva, mais conhecido como Nicolas (Arapongas, 24 de fevereiro de 1997), é um futebolista brasileiro que atua como lateral-esquerdo e meia-esquerda. Atualmente joga no Ceará, emprestado pelo América Mineiro.

## Carreira

### Athletico Paranaense
Nascido em Arapongas, Paraná, Nicolas inicialmente jogava como atacante em um projeto da sua cidade natal. Ele ingressou nas categorias de base do Athletico Paranaense em 2012, com 14 anos.
Em 2014, Nicolas mudou de posição. Dejan Petković, que comandava a equipe sub-23 e que era coordenador das categorias de base, sugeriu que ele recuasse do ataque para a lateral. Preocupado com a carência no setor, o treinador confiava que o então atacante, por conta da força, da velocidade e da qualidade nos passes, teria sucesso como lateral-esquerdo. Ele foi promovido ao time profissional em maio de 2016, depois de ser um dos destaques na equipe sub-20 do clube.
Nicolas fez sua estreia em 22 de junho, entrando como titular em um empate fora de casa em 0 a 0 contra a Chapecoense, pelo Campeonato Brasileiro de 2016; o jogo só foi encerrado um dia depois devido ao nevoeiro no estádio. Marcou seu primeiro gol como profissional durante uma vitória em casa por 7 a 1 sobre o Rio Branco, pelo Campeonato Paranaense de 2018.
Na sua primeira passagem pelo Athletico Paranaense, fez 41 partidas e marcou um gol.

### Ponte Preta
Em 30 de julho de 2018, foi oficializada a contratação de Nicolas pela Ponte Preta, por um contrato de empréstimo até o final do ano. Sua estreia aconteceu em 7 de agosto, entrando como titular em uma vitória fora de casa sobre o Paysandu por 4 a 0, pela Série B de 2018.
Pela Ponte Preta, fez 7 jogos e marcou nenhum gol.

### Retorno ao Athletico Paranaense
Após o fim do contrato de empréstimo à Ponte Preta, Nicolas retornou ao Athletico Paranaense. Fez sua reestreia em 19 de janeiro de 2019, entrando como titular em uma derrota em casa por 1 a 0 para o Cascavel CR, pelo Campeonato Paranaense de 2019. Em 26 de janeiro, Nicolas renovou seu contrato com o clube, assinando um vínculo até o ano de 2020.
Na sua segunda passagem pelo Athletico Paranaense, fez 6 partidas e marcou nenhum gol.

### Atlético Goianiense
Em 28 de fevereiro de 2019, foi oficializada a contratação de Nicolas pelo Atlético Goianiense, por um contrato de empréstimo até o final da temporada. Fez sua estreia em 10 de março, entrando como titular durante uma vitória em casa por 2 a 1 sobre o Itumbiara, pelo Campeonato Goiano de 2019. Seu primeiro gol pelo clube aconteceu em 26 de março, em uma vitória em casa por 4 a 1 sobre o Anapolina.
Após ser titular absoluto e um dos destaques da equipe na temporada de 2019, no dia 27 de dezembro, Nicolas renovou seu contrato de empréstimo com o Atlético Goianiense até o final da temporada de 2021.
Pelo Atlético Goianiense, fez 92 partidas e marcou 4 gols.

### Segundo retorno ao Athletico Paranaense
Após ser titular absoluto nas duas últimas temporadas pelo Atlético Goianiense, no dia 1 de março de 2021, Nicolas retornou de empréstimo ao Athletico Paranaense. Em 17 de março, renovou seu contrato com o clube até o ano de 2023. Fez sua reestreia em 22 de abril de 2021, entrando como titular em uma vitória em casa por 3 a 1 sobre o Cascavel CR, pelo Campeonato Paranaense de 2021.
Na sua terceira passagem pelo Athletico Paranaense, fez 34 partidas e marcou nenhum gol.

### Grêmio
No dia 23 de dezembro de 2021, o Grêmio anunciou a contratação de Nicolas, por um contrato de empréstimo até o final de 2022. A contratação foi uma indicação do técnico Vagner Mancini, que trabalhou com o jogador no Atlético Goianiense.

## Estatísticas
Atualizado até 28 de junho de 2023.

### Clubes
| Equipe               | Temporada         | Campeonato nacional | Campeonato nacional | Campeonato nacional | Copa nacional[a] | Copa nacional[a] | Copa nacional[a] | Competições continentais[b] | Competições continentais[b] | Competições continentais[b] | Outros torneios[c] | Outros torneios[c] | Outros torneios[c] | Total | Total | Total   |
| Equipe               | Temporada         | Jogos               | Gols                | Assist.             | Jogos            | Gols             | Assist.          | Jogos                       | Gols                        | Assist.                     | Jogos              | Gols               | Assist.            | Jogos | Gols  | Assist. |
| -------------------- | ----------------- | ------------------- | ------------------- | ------------------- | ---------------- | ---------------- | ---------------- | --------------------------- | --------------------------- | --------------------------- | ------------------ | ------------------ | ------------------ | ----- | ----- | ------- |
| Athletico Paranaense | 2016              | 15                  | 0                   | 1                   | 1                | 0                | 0                | —                           | —                           | —                           | —                  | —                  | —                  | 16    | 0     | 1       |
| Athletico Paranaense | 2017              | 6                   | 0                   | 0                   | 3                | 0                | 0                | 0                           | 0                           | 0                           | 9                  | 0                  | 0                  | 18    | 0     | 0       |
| Athletico Paranaense | 2018              | 1                   | 0                   | 0                   | —                | —                | —                | —                           | —                           | —                           | 6                  | 1                  | 0                  | 7     | 1     | 0       |
| Athletico Paranaense | 2019              | —                   | —                   | —                   | —                | —                | —                | —                           | —                           | —                           | 6                  | 0                  | 0                  | 6     | 0     | 0       |
| Athletico Paranaense | 2021              | 15                  | 0                   | 0                   | 5                | 0                | 0                | 7                           | 0                           | 0                           | 7                  | 0                  | 0                  | 34    | 0     | 0       |
| Athletico Paranaense | Total             | 37                  | 0                   | 1                   | 9                | 0                | 0                | 7                           | 0                           | 0                           | 28                 | 1                  | 0                  | 81    | 1     | 1       |
| Ponte Preta          | 2018              | 7                   | 0                   | 0                   | —                | —                | —                | —                           | —                           | —                           | —                  | —                  | —                  | 7     | 0     | 0       |
| Ponte Preta          | Total             | 7                   | 0                   | 0                   | 0                | 0                | 0                | 0                           | 0                           | 0                           | 0                  | 0                  | 0                  | 7     | 0     | 0       |
| Atlético Goianiense  | 2019              | 35                  | 2                   | 2                   | 1                | 0                | 0                | —                           | —                           | —                           | 8                  | 1                  | 0                  | 44    | 3     | 2       |
| Atlético Goianiense  | 2020              | 30                  | 0                   | 3                   | 7                | 1                | 0                | —                           | —                           | —                           | 11                 | 0                  | 4                  | 48    | 1     | 7       |
| Atlético Goianiense  | Total             | 65                  | 2                   | 5                   | 8                | 1                | 0                | 0                           | 0                           | 0                           | 19                 | 1                  | 4                  | 92    | 4     | 9       |
| Grêmio               | 2022              | 26                  | 0                   | 5                   | 1                | 0                | 2                | —                           | —                           | —                           | 9                  | 2                  | 3                  | 36    | 2     | 10      |
| Grêmio               | Total             | 26                  | 0                   | 5                   | 1                | 0                | 2                | 0                           | 0                           | 0                           | 9                  | 2                  | 3                  | 36    | 2     | 10      |
| América Mineiro      | 2022              | 2                   | 0                   | 0                   | 2                | 0                | 0                | 3                           | 0                           | 0                           | 11                 | 0                  | 1                  | 18    | 0     | 1       |
| América Mineiro      | Total             | 2                   | 0                   | 0                   | 2                | 0                | 0                | 3                           | 0                           | 0                           | 11                 | 0                  | 1                  | 18    | 0     | 1       |
| Total na carreira    | Total na carreira | 137                 | 2                   | 11                  | 20               | 1                | 2                | 10                          | 0                           | 0                           | 67                 | 4                  | 8                  | 234   | 7     | 21      |

- a. ^ Jogos da Copa do Brasil
- b. ^ Jogos da Copa Libertadores da América e Copa Sul-Americana
- c. ^ Jogos do Campeonato Paranaense, Campeonato Goiano, Copa Verde, Campeonato Gaúcho e Campeonato Mineiro

## Títulos
Athletico Paranaense
- Campeonato Paranaense: 2016 e 2018
- Copa Sul-Americana: 2021[43]

Atlético Goianiense
- Campeonato Goiano: 2019 e 2020

Grêmio
- Campeonato Gaúcho: 2022

Ceará
- Campeonato Cearense: 2025[44]